# 서울특별시의 유형문화유산 (2000년대)
서울특별시 유형문화유산은 시도지정문화유산 중에서 서울특별시에 있는 유산을 의미한다.

## 지정 목록

### 2000년~2004년 지정
| 번호     | 사진 | 명칭 | 소재지                                                    | 관리자 (단체)             | 지정일                                                            | 참조 |
| 124호    |      | 학도암마애관음보살좌상 (鶴到庵磨崖觀音菩薩坐像)                                                         | 서울 노원구 중계본동 산3                                  | 학도암                    | 2000년 7월 15일 지정                                              |      |
| 125호    |      | 조계사 석가불도 (曺溪寺 釋迦佛圖)                                                                       | 서울 종로구 견지동 45                                     | 조계종 조계사             | 2000년 7월 15일 지정, 2009년 6월 4일 명칭 변경                    | ,    |
| 126호    |      | 조계사 목불좌상(석가불) (曺溪寺 木佛坐像(釋迦佛))                                                       | 서울 종로구 견지동 45                                     | 조계종 조계사             | 2000년 7월 15일 지정, 2009년 6월 4일 명칭 변경                    | ,    |
| 127호    |      | 조계사대웅전 (曺溪寺大雄殿)                                                                             | 서울 종로구 수송동 44                                     | 조계종 조계사             | 2000년 9월 10일 지정                                              |      |
| 128호    |      | 양정편 (養正篇)                                                                                         | 서울 종로구 신문로 2가 2-1번지                            | 서울시립박물관            | 2000년 10월 10일 지정                                             | ,    |
| 129호    |      | 경교장 (京橋莊)                                                                                         | 서울 종로구 평동 108-1                                    | 삼성생명주식회사          | 2001년 4월 6일 지정 2005년 6월 13일 해제, 사적 485호로 승격       |      |
| 130호    |      | 승동교회 (勝洞敎會)                                                                                     | 서울 종로구 인사동 137                                    | 대한예수교장로회 승동교회 | 2001년 4월 6일 지정                                               |      |
| 131호    |      | 동아일보사옥 (東亞日報社屋)                                                                             | 서울 종로구 세종로 139-8, 159-3                           | 주식회사동아일보사        | 2001년 4월 6일 지정                                               |      |
| 132호    |      | 미국공사관 (美國公使館)                                                                                 | 서울 중구 정동 10-1                                       | .                         | 2001년 4월 6일 지정                                               |      |
| 133호    |      | 사현사 석불좌상 (沙峴寺 石佛坐像)                                                                       | 서울 은평구 진관외동 479-3                                | 사현사                    | 2001년 5월 10일 지정, 2009년 6월 4일 명칭 변경                    | ,    |
| 134호    |      | 순명비 유강원 석물 (純明妃 裕康園 石物)                                                                 | 서울 광진구 능동 18(어린이대공원 내)                      | .                         | 2001년 7월 16일 지정, 2008년 10월 30일 명칭 변경                  | , ,  |
| 135호    |      | 조선 이흠례 묘지 (朝鮮 李欽禮 墓誌)                                                                     | 서울 영등포구 신길 1동 458-6호                            | 이강렬                    | 2001년 7월 16일 지정                                              |      |
| 136호    |      | 본원정사 목 보살좌상(지장보살) (本願精寺 木 菩薩坐像(地藏菩薩))                                         | 서울 강북구 수유 6동 산125번지                            | 본원정사                  | 2001년 9월 15일 지정, 2009년 6월 4일 명칭 변경                    | ,    |
| 137호    |      | 십장생도 (十長生圖)                                                                                     | 서울 종로구 신문로 2가 2-1번지 서울역사박물관             | 서울역사박물관            | 2001년 12월 31일 지정                                             |      |
| 138호    |      | 친림광화문내근정전정시시도 (親臨光化門內勤政殿庭試時圖)                                                 | 서울 종로구 신문로 2가 2-1번지 서울역사박물관             | 서울역사박물관            | 2001년 12월 31일 지정                                             |      |
| 139호    |      | 삼국지연의도 (三國志演義圖)                                                                             | 서울 종로구 신문로 2가 2-1번지 서울역사박물관             | 서울역사박물관            | 2001년 12월 31일 지정                                             |      |
| 140호    |      | 용비어천가 권3,4 (龍飛御天歌 卷 三, 四)                                                                 | 서울 종로구 신문로 2가 2-1번지 서울역사박물관             | 서울역사박물관            | 2001년 12월 31일 지정, 2009년 2월 23일 해제, 보물 1463-2호로 승격 |      |
| 141호    |      | 흥선대원군이하응영정 (興宣大院君李昰應影幀)                                                             | 서울 종로구                                               | 서울역사박물관            | 2001년 12월 31일 지정, 2006년 12월 29일 해제, 보물 1499호로 승격  |      |
| 142호    |      | 흥선대원군이하응필묵란도 (興宣大院君李昰應筆墨蘭圖)                                                     | 서울 종로구 신문로 2가 2-1번지                            | 서울역사박물관            | 2002년 3월 15일 지정                                              |      |
| 143호    |      | 진관사 소 삼존불상(석가불,미륵보살,제화갈라보살) (津寬寺 塑 三尊佛像(釋迦佛, 彌勒菩薩,提和竭羅菩薩))    | 서울 은평구 진관외동 1                                    | 진관사                    | 2002년 3월 15일 지정, 2009년 6월 4일 명칭 변경                    | ,    |
| 143-1호  |      | 석가여래좌상 (釋迦如來坐像)                                                                             | 서울 은평구 진관외동 1                                    | 진관사                    | 2002년 3월 15일 지정                                              |      |
| 143-2호  |      | 좌협시보살상 (左脇侍菩薩像)                                                                             | 서울 은평구 진관외동 1                                    | 진관사                    | 2002년 3월 15일 지정                                              |      |
| 143-3호  |      | 우협시보살상 (右脇侍菩薩像)                                                                             | 서울 은평구 진관외동 1                                    | 진관사                    | 2002년 3월 15일 지정                                              |      |
| 144호    |      | 진관사 소 십육나한상 (津寬寺 塑 十六羅漢像)                                                             | 서울 은평구 진관외동 1                                    | 진관사                    | 2002년 3월 15일 지정, 2009년 6월 4일 명칭 변경                    | ,    |
| 144-1호  |      | 빈도라바라다바자상 (빈도라바라다바자像)                                                                 | 서울 은평구 진관외동 1                                    | 진관사                    | 2002년 3월 15일 지정                                              |      |
| 144-2호  |      | 가나가바차상 (가나가바차像)                                                                             | 서울 은평구 진관외동 1                                    | 진관사                    | 2002년 3월 15일 지정                                              |      |
| 144-3호  |      | 가나가바라타자상 (가나가바라타자像)                                                                     | 서울 은평구 진관외동 1                                    | 진관사                    | 2002년 3월 15일 지정                                              |      |
| 144-4호  |      | 소빈다상 (소빈다像)                                                                                     | 서울 은평구 진관외동 1                                    | 진관사                    | 2002년 3월 15일 지정                                              |      |
| 144-5호  |      | 나쿠라상 (나쿠라像)                                                                                     | 서울 은평구 진관외동                                      | 진관사                    | 2002년 3월 15일 지정                                              |      |
| 144-6호  |      | 바다라상 (바다라像)                                                                                     | 서울 은평구 진관외동                                      | 진관사                    | 2002년 3월 15일 지정                                              |      |
| 144-7호  |      | 카리카상 (카리카像)                                                                                     | 서울 은평구 진관외동 1                                    | 진관사                    | 2002년 3월 15일 지정                                              |      |
| 144-8호  |      | 바자라푸트라상 (바자라푸트라像)                                                                         | 서울 은평구 진관외동 1                                    | 진관사                    | 2002년 3월 15일 지정                                              |      |
| 144-9호  |      | 지바카상 (지바카像)                                                                                     | 서울 은평구 진관외동 1                                    | 진관사                    | 2002년 3월 15일 지정                                              |      |
| 144-10호 |      | 판타카상 (판타카像)                                                                                     | 서울 은평구 진관외동 1                                    | 진관사                    | 2002년 3월 15일 지정                                              |      |
| 144-11호 |      | 라후라상 (라후라像)                                                                                     | 서울 은평구 진관외동                                      | 진관사                    | 2002년 3월 15일 지정                                              |      |
| 144-12호 |      | 나가세나상 (나가세나像)                                                                                 | 서울 은평구 진관외동 1                                    | 진관사                    | 2002년 3월 15일 지정                                              |      |
| 144-13호 |      | 안가다상 (안가다像)                                                                                     | 서울 은평구 진관외동 1                                    | 진관사                    | 2002년 3월 15일 지정                                              |      |
| 144-14호 |      | 바나바시상 (바나바시像)                                                                                 | 서울 은평구 진관외동 1                                    | 진관사                    | 2002년 3월 15일 지정                                              |      |
| 144-15호 |      | 아지타상 (아지타像)                                                                                     | 서울 은평구 진관외동                                      | 진관사                    | 2002년 3월 15일 지정                                              |      |
| 144-16호 |      | 수다판타카상 (수다판타카像)                                                                             | 서울 은평구 진관외동 1                                    | 진관사                    | 2002년 3월 15일 지정                                              |      |
| 144-17호 |      | 제석상 (帝釋像)                                                                                         | 서울 은평구 진관외동 1                                    | 진관사                    | 2002년 3월 15일 지정                                              |      |
| 144-18호 |      | 사자상 (使者像)                                                                                         | 서울 은평구 진관외동 1                                    | 진관사                    | 2002년 3월 15일 지정                                              |      |
| 144-19호 |      | 인왕상1 (仁王像1)                                                                                       | 서울 은평구 진관외동 1                                    | 진관사                    | 2002년 3월 15일 지정                                              |      |
| 144-20호 |      | 인왕상2 (仁王像2)                                                                                       | 서울 은평구                                               | 진관사                    | 2002년 3월 15일 지정                                              |      |
| 145호    |      | 진관사 영산회상도 (津寬寺 靈山會上圖)                                                                   | 서울 은평구 진관외동 1                                    | 진관사                    | 2002년 3월 15일 지정, 2009년 6월 4일 명칭 변경                    | ,    |
| 146호    |      | 진관사 십육나한도 (津寬寺 十六羅漢圖)                                                                   | 서울 은평구 진관외동 1                                    | 진관사                    | 2002년 3월 15일 지정, 2009년 6월 4일 명칭 변경                    | ,    |
| 146-1호  |      | 나한도1 (羅漢圖1)                                                                                       | 서울 은평구 진관외동 1                                    | 진관사                    | 2002년 3월 15일 지정                                              |      |
| 146-2호  |      | 나한도2 (羅漢圖2)                                                                                       | 서울 은평구 진관외동 1                                    | 진관사                    | 2002년 3월 15일 지정                                              |      |
| 146-3호  |      | 나한도3 (羅漢圖3)                                                                                       | 서울 은평구 진관외동 1                                    | 진관사                    | 2002년 3월 15일 지정                                              |      |
| 146-4호  |      | 나한도4 (羅漢圖4)                                                                                       | 서울 은평구 진관외동 1                                    | 진관사                    | 2002년 3월 15일 지정                                              |      |
| 146-5호  |      | 제석신중도 (帝釋神衆圖)                                                                                 | 서울 은평구                                               | 진관사                    | 2002년 3월 15일 지정                                              |      |
| 146-6호  |      | 사자신중도 (使者神衆圖)                                                                                 | 서울 은평구 진관외동 1                                    | 진관사                    | 2002년 3월 15일 지정                                              |      |
| 147호    |      | 진관사 칠성도 (津寬寺 七星圖)                                                                           | 서울 은평구 진관외동 1                                    | 진관사                    | 2002년 3월 15일 지정, 2009년 6월 4일 명칭 변경                    | ,    |
| 148호    |      | 진관사 명호스님 초상 (津寬寺 명호僧 肖像)                                                               | 서울 은평구 진관외동                                      | 진관사                    | 2002년 3월 15일 지정, 2009년 6월 4일 명칭 변경                    | ,    |
| 149호    |      | 진관사 산신도 (津寬寺 山神圖)                                                                           | 서울 은평구 진관외동 1                                    | 진관사                    | 2002년 3월 15일 지정, 2009년 6월 4일 명칭 변경                    | ,    |
| 150호    |      | 녹훈도감선사어선연회도 (錄勳都監宣賜御膳宴會圖)                                                         | 서울 종로구 신문로1가 57 금호문화재단                     | (주)아시아나항공          | 2002년 8월 16일 지정                                              |      |
| 151호    |      | 도봉사철불좌상 (道峰寺鐵佛坐像)                                                                         | 서울 종로구 원서동 108-4 한국불교미술박물관               | .                         | 2002년 8월 16일 지정                                              |      |
| 152호    |      | 청화백자산수인물문병 (靑華白磁山水人物文甁)                                                             | 서울 종로구 신문로2가 2-1 서울역사박물관                  | 서울역사박물관            | 2002년 8월 16일 지정                                              |      |
| 153호    |      | 청화백자성새산수문병 (靑華白磁城塞山水文甁)                                                             | 서울 종로구 신문로2가 2-1 서울역사박물관                  | 서울역사박물관            | 2002년 8월 16일 지정                                              |      |
| 154호    |      | 청화백자매화절지문필통 (靑華白磁梅花折枝文筆筒)                                                         | 서울 종로구 신문로2가 2-1 서울역사박물관                  | 서울역사박물관            | 2002년 8월 16일 지정                                              |      |
| 155호    |      | 청화백자운룡문병 (靑華白磁雲龍文甁)                                                                     | 서울 종로구 신문로2가 2-1 서울역사박물관                  | 서울역사박물관            | 2002년 8월 16일 지정                                              |      |
| 156호    |      | 백자대병 (白磁大甁)                                                                                     | 서울 종로구 신문로2가 2-1 서울역사박물관                  | 서울역사박물관            | 2002년 8월 16일 지정                                              |      |
| 157호    |      | 백자양각시문병 (白磁陽刻詩文甁)                                                                         | 서울 종로구 신문로2가 2-1 서울역사박물관                  | 서울역사박물관            | 2002년 8월 16일 지정                                              |      |
| 158호    |      | 백자장군 (白磁장군)                                                                                     | 서울 종로구 신문로2가 2-1 서울역사박물관                  | 서울역사박물관            | 2002년 8월 16일 지정                                              |      |
| 159호    |      | 양온명수이도기편호 (良온銘獸耳陶器扁壺)                                                                 | 서울특별시 종로구 새문안로 55 (신문로2가, 서울역사박물관) | 서울역사박물관            | 2002년 8월 16일 지정                                              |      |
| 160호    |      | 봉은사 목 사천왕상 (奉恩寺 木 四天王像)                                                                 | 서울 강남구 삼성동 73 봉은사                              | 봉은사                    | 2002년 12월 26일 지정, 2009년 6월 4일 명칭 변경                   | ,    |
| 161호    |      | 금선사 신중도 (金仙寺 神衆圖)                                                                           | 서울 종로구 구기동 196-2 금선사                           | 금선사                    | 2002년 12월 26일 지정, 2009년 6월 4일 명칭 변경                   | ,    |
| 162호    |      | 금동보살좌상 (金銅菩薩坐像)                                                                             | 서울 종로구 신문로2가 2-1 서울역사박물관                  | 서울역사박물관            | 2002년 12월 26일 지정                                             | ,    |
| 163호    |      | 간평의 (簡平儀)                                                                                         | 서울 종로구 신문로2가 2-1 서울역사박물관                  | 서울역사박물관            | 2002년 12월 26일 지정                                             | ,    |
| 164호    |      | 앙부일구 (仰釜日晷)                                                                                     | 서울 종로구 신문로2가 2-1 서울역사박물관                  | 서울역사박물관            | 2002년 12월 26일 지정                                             | ,    |
| 165호    |      | 조선본천하여지도 (朝鮮本天下輿地圖)                                                                     | 서울 종로구 신문로2가 2-1 서울역사박물관                  | 서울역사박물관            | 2002년 12월 26일 지정, 2008년 12월 22일 해제, 보물 1601호로 승격  | ,    |
| 166호    |      | 경국대전권3 (經國大典券三)                                                                              | 서울 서초구                                               |                           | 2003년 9월 5일 지정                                               |      |
| 167호    |      | 전송림사출토청동불구일괄 (傳松林寺出土靑銅佛具一括)                                                     | 서울 종로구 신문로2가 2-1                                 | 서울역사박물관            | 2003년 9월 5일 지정                                               |      |
| 168호    |      | 금동불좌상(아미타불) (金銅佛坐像(阿彌陀佛))                                                             | 서울 종로구 신문로2가 2-1                                 | 서울역사박물관            | 2003년 9월 5일 지정, 2009년 6월 4일 명칭 변경                     | ,    |
| 169호    |      | 송시열상 (宋時烈像)                                                                                     | 서울 종로구 신문로 2가 2-1                                | 서울역사박물관            | 2003년 9월 5일 지정                                               |      |
| 170호    |      | 전이한철필어해도병 (傳李漢喆筆魚蟹圖屛)                                                                 | 서울 종로구 신문로 2가 2-1                                | 서울역사박물관            | 2005년 9월 5일 지정                                               |      |
| 171호    |      | 성불사금동보현보살좌상 (成佛寺金銅普賢菩薩坐像)                                                         | 서울 종로구 부암동 369-68                                 | 성불사                    | 2003년 12월 30일 지정                                             |      |
| 172호    |      | 을축갑회도 (乙丑甲會圖)                                                                                 | 서울 종로구 신문로2가 2-1                                 | 서울역사박물관            | 2003년 12월 30일 지정                                             |      |
| 173호    |      | 경수연도 (慶壽宴圖)                                                                                     | 서울 종로구 신문로2가 2-1                                 | 서울역사박물관            | 2003년 12월 30일 지정                                             |      |
| 174호    |      | 태학계첩 (太學契帖)                                                                                     | 서울 종로구 신문로2가 2-1                                 | 서울역사박물관            | 2003년 12월 30일 지정                                             |      |
| 175호    |      | 경현당어제어필화재첩 (景賢堂御製御筆和載帖)                                                             | 서울 종로구 신문로2가 2-1                                 | 서울역사박물관            | 2003년 12월 30일 지정                                             |      |
| 176호    |      | 기성도병 (箕城圖屛)                                                                                     | 서울 종로구 신문로2가 2-1                                 | 서울역사박물관            | 2003년 12월 30일 지정                                             |      |
| 177호    |      | 관서명승도첩 (關西名勝圖帖)                                                                             | 서울 종로구 신문로2가 2-1                                 | 서울역사박물관            | 2003년 12월 30일 지정                                             |      |
| 178호    |      | 두씨통전 (杜氏通典)                                                                                     | 서울 종로구 신문로2가 2-1                                 | 서울역사박물관            | 2003년 12월 30일 지정                                             |      |
| 179호    |      | 지장보살본원경 (地藏菩薩本願經)                                                                         | 서울 종로구 신문로2가 2-1                                 | 서울역사박물관            | 2003년 12월 30일 지정                                             |      |
| 180호    |      | 번역명의집권1~3 (飜譯名義集卷一~三)                                                                     | 서울 종로구 신문로2가 2-1                                 | 서울역사박물관            | 2003년 12월 30일 지정                                             |      |
| 181호    |      | 자치통감강목권16 (資治通鑑綱目卷十六)                                                                   | 서울 종로구 신문로2가 2-1                                 | 서울역사박물관            | 2003년 12월 30일 지정                                             |      |
| 182호    |      | 성북동포백훈조계완문절목 (城北洞曝白燻造契完文節目)                                                     | 서울 종로구 신문로2가 2-1                                 | 서울역사박물관            | 2003년 12월 30일 지정                                             |      |
| 183호    |      | 원조정본농상집요권5~7 (元朝正本農桑輯要卷五~七)                                                         | 서울 종로구 신문로2가 2-1                                 | 서울역사박물관            | 2003년 12월 30일 지정                                             |      |
| 184호    |      | 팔정사 목 보살좌상(대세지보살) (八正寺 木 菩薩坐像(大勢至菩薩))                                         | 서울 성북구 성북2동 342                                   | 팔정사                    | 2004년 7월 26일 지정, 2009년 6월 4일 명칭 변경                    | ,    |
| 185호    |      | 안양암 아미타불도 (安養庵 阿彌陀佛圖)                                                                   | 서울 종로구 창신동 130-1                                  | 안동권씨감은사            | 2004년 9월 30일 지정, 2009년 6월 4일 명칭 변경                    | ,    |
| 186호    |      | 안양암 감로도 (安養庵 甘露圖)                                                                           | 서울 종로구 창신동 130-1                                  | 안동권씨감은사            | 2004년 9월 30일 지정, 2009년 6월 4일 명칭 변경                    | ,    |
| 187호    |      | 안양암 팔상도 (安養庵 八相圖)                                                                           | 서울 종로구 창신동 130-1                                  | 안동권씨감은사            | 2004년 9월 30일 지정, 2009년 6월 4일 명칭 변경                    | ,    |
| 188호    |      | 안양암 극락왕생도 (安養庵 極樂往生圖)                                                                   | 서울 종로구 창신동 130-1                                  | 안동권씨감은사            | 2004년 9월 30일 지정, 2009년 6월 4일 명칭 변경                    | ,    |
| 189호    |      | 안양암 아미타괘불도 (安養庵 阿彌陀掛佛圖)                                                               | 서울 종로구 창신동 130-1                                  | 안동권씨감은사            | 2004년 9월 30일 지정, 2009년 6월 4일 명칭 변경                    | ,    |
| 190호    |      | 안양암 대웅전 삼존불상(아미타불,관음보살,지장보살) (安養庵 大雄殿 三尊佛像(阿彌陀佛,觀音菩薩,地藏菩薩)) | 서울 종로구 창신동 130-1                                  | 안동권씨감은사            | 2004년 9월 30일 지정, 2009년 6월 4일 명칭 변경                    | ,    |
| 191호    |      | 도선사 목 아미타불·대세지보살상 (道詵寺 木 阿彌陀佛·大勢至菩薩像)                                       | 서울 강북구 우이동 164                                    | 도선사                    | 2004년 9월 30일 지정, 2009년 6월 4일 명칭 변경                    | ,    |
| 192호    |      | 도선사 석 독성상 (道詵寺 石 獨聖像)                                                                     | 서울 강북구 우이동 164                                    | 도선사                    | 2004년 9월 30일 지정, 2009년 6월 4일 명칭 변경                    | ,    |
| 193호    |      | 류홍영정 (柳泓影幀)                                                                                     | 서울 종로구 신문로2가 2-1                                 | 서울역사박물관            | 2004년 10월 30일 지정                                             |      |
| 194호    |      | 청자상감국화문표형병 (靑磁象嵌菊花文瓢形甁)                                                             | 서울 관악구 신림11동 1707                                 | 호림박물관                | 2004년 10월 30일 지정                                             |      |
| 195호    |      | 분청사기철화모란문장군 (粉靑沙器鐵畵牧丹文장군)                                                         | 서울 관악구 신림11동 1707                                 | 호림박물관                | 2004년 10월 30일 지정                                             |      |
| 196호    |      | 분청사기조화모란문장군 (粉靑沙器彫花牧丹文장군)                                                         | 서울 관악구 신림11동 1707                                 | 호림박물관                | 2004년 10월 30일 지정                                             |      |
| 197호    |      | 백자청화송옥문병 (白磁靑畵松屋文甁)                                                                     | 서울 관악구 신림11동 1707                                 | 호림박물관                | 2004년 10월 30일 지정                                             |      |
| 198호    |      | 백자청화매죽문시명병 (白磁靑畵梅竹文詩銘甁)                                                             | 서울 관악구 신림11동 1707                                 | 호림박물관                | 2004년 10월 30일 지정                                             |      |

### 2005년~2009년 지정
| 번호    | 사진 | 명칭                                                                                          | 소재지                                                  | 관리자 (단체)           | 지정일                                                                                      | 참조 |
| 199호   |      | 혼천의 (渾天儀)                                                                               | 서울 종로구 인사동 184 선화랑                           | 선화랑                  | 2005년 5월 26일 지정                                                                        |      |
| 200호   |      | 사자암 지장시왕도 (獅子庵 地藏十王圖)                                                         | 서울 동작구 상도3동 280                                 | 대한불교조계종사자암    | 2005년 7월 6일 지정, 2009년 6월 4일 명칭 변경                                               | ,    |
| 201호   |      | 청룡사 지장시왕도 (靑龍寺 地藏十王圖)                                                         | 서울 종로구 숭인동 17번지(청룡사)                       | 대한불교조계종 청룡사   | 2005년 12월 29일 지정                                                                       | ,    |
| 202호   |      | 청룡사 칠성도 (靑龍寺 七星圖)                                                                 | 서울 종로구 숭인동 17번지(청룡사)                       | 대한불교조계종 청룡사   | 2005년 12월 29일 지정                                                                       | ,    |
| 203호   |      | 청룡사 현왕도 (靑龍寺 現王圖)                                                                 | 서울 종로구 숭인동 17번지(청룡사)                       | 대한불교조계종 청룡사   | 2005년 12월 29일 지정                                                                       | ,    |
| 204호   |      | 청룡사 감로도 (靑龍寺 甘露圖)                                                                 | 서울 종로구 숭인동 17번지(청룡사)                       | 대한불교조계종 청룡사   | 2005년 12월 29일 지정                                                                       | ,    |
| 205호   |      | 청룡사 가사도 (靑龍寺 袈裟圖)                                                                 | 서울 종로구 숭인동 17번지(청룡사)                       | 대한불교조계종 청룡사   | 2005년 12월 29일 지정                                                                       | ,    |
| 206호   |      | 청룡사 신중도 (靑龍寺 神衆圖)                                                                 | 서울 종로구 숭인동 17번지(청룡사)                       | 대한불교조계종 청룡사   | 2005년 12월 29일 지정                                                                       | ,    |
| 207호   |      | 청룡사 석 삼불상 (靑龍寺 石 三佛像)                                                           | 서울 종로구 숭인동 17번지(청룡사)                       | 대한불교조계종 청룡사   | 2005년 12월 29일 지정, 2009년 6월 4일 명칭 변경                                             | ,    |
| 208호   |      | 목우자 수심결·법어 (牧牛子 修心訣·法語)                                                       | 서울 서초구 방배동 906-10 201호                         | 김형찬                  | 2006년 3월 16일 지정                                                                        | ,    |
| 209호   |      | 금동석장 머리장식 (金銅錫杖頭)                                                                | 서울 관악구 신림11동 1701(호림박물관)                   | 성보문화재단            | 2006년 5월 11일 지정, 2009년 6월 4일 명칭 변경                                              | ,    |
| 210호   |      | 곤여전도 (坤輿全圖)                                                                           | 서울 강서구 등촌2동 715 등촌아이파크아파트 110동 1501호 | 이해영                  | 2006년 5월 11일 지정, 2010년 6월 10일 해제, 소재지 이전(제주, 부산)                         | ,    |
| 211호   |      | 학림사 삼신불괘불도 (鶴林寺 三神佛掛佛圖)                                                     | 서울 노원구 상계4동 산1 (학림사)                        | 대한불교조계종 학림사   | 2006년 5월 11일 지정, 2009년 6월 4일 명칭 변경                                              | ,    |
| 212호   |      | 개운사 감로도 (開運寺 甘露圖)                                                                 | 서울 성북구 안암5가 157 개운사                          | 대한불교조계종 개운사   | 2006년 7월 6일 지정                                                                         | ,    |
| 213호   |      | 개운사 신중도 (開運寺 神衆圖)                                                                 | 서울 성북구 안암5가 157 개운사                          | 대한불교조계종 개운사   | 2006년 7월 6일 지정                                                                         | ,    |
| 214호   |      | 개운사 팔상도 (開運寺 八相圖)                                                                 | 서울 성북구 안암5가 157 개운사                          | 대한불교조계종 개운사   | 2006년 7월 6일 지정                                                                         | ,    |
| 215호   |      | 개운사 지장시왕도 (開運寺 地藏十王圖)                                                         | 서울 성북구 안암5가 157 개운사                          | 대한불교조계종 개운사   | 2006년 7월 6일 지정, 2009년 6월 4일 명칭 변경                                               | ,    |
| 216호   | <    | 보타사 금동 보살좌상(관음보살) (普陀寺 金銅 菩薩坐像(觀音菩薩))                               | 서울 성북구 안암5가 7 보타사                            | 대한불교조계종 개운사   | 2006년 9월 14일 지정, 2009년 6월 4일 명칭 변경, 2014년 3월 11일 해제 , 보물 제1818호로 승격 | ,    |
| 217호   |      | 환희사 목불좌상(아미타불) (歡喜寺 木佛坐像(阿彌陀佛))                                         | 서울 서대문구 홍제4동 산 1번지                          | 대한불교조계종 환희사   | 2006년 9월 14일 지정, 2009년 6월 4일 명칭 변경                                              | ,    |
| 218호   |      | 환희사 석불입상 (歡喜寺 石佛立像)                                                             | 서울 서대문구 홍제4동 산 1번지                          | 대한불교조계종 환희사   | 2006년 9월 14일 지정, 2009년 6월 4일 명칭 변경                                              | ,    |
| 219호   |      | 청동 종 (靑銅 鐘)                                                                             | 서울 관악구 신림11동 1707 성보문화재단 호림박물관       | 성보문화재단            | 2007년 1월 11일 지정, 2009년 6월 4일 명칭 변경                                              | ,    |
| 220호   |      | 청동 종 (靑銅 鐘)                                                                             | 서울 종로구 평창동 173-1 한빛문화재단 (화정박물관)      | 한빛문화재단            | 2007년 1월 11일 지정, 2009년 6월 4일 명칭 변경                                              | ,    |
| 221호   |      | 류순정영정 (柳順汀影幀)                                                                       | 서울 종로구 신문로 2가 2-1 서울역사박물관               | 서울시 (서울역사박물관) | 2007년 3월 22일 지정, 2017년 10월 26일 명칭변경                                             | ,    |
| 222호   |      | 성변등록 (星變謄錄)                                                                           | 서울 서대문구 신촌동 134 연세대학교 중앙도서관          | 연세대학교              | 2007년 3월 22일 지정                                                                        | ,    |
| 223호   |      | 정각사 목 아미타불좌상 (正覺寺 木 阿彌陀佛坐像)                                               | 서울 성북구 삼선동 1가 227-12 정각사                    | 정각사                  | 2007년 5월 10일 지정                                                                        | ,    |
| 224호   |      | 자치통감 사정전 훈의 권 48-52 (資治通鑑 思政殿 訓義 卷 48-52)                                 | 서울 서대문구 충청로3가 유엔미 아파트 101동 605호       | 정철교                  | 2007년 9월 27일 지정, 2008년 7월 10일 해제, 화성박물관에 매도                               | ,    |
| 225호   |      | 자치통감강목 권 54 (資治通鑑綱目 卷 54)                                                       | 서울 서대문구 충청로3가 유엔미 아파트 101동 605호       | 정철교                  | 2007년 9월 27일 지정, 2008년 7월 10일 해제, 화성박물관에 매도                               | ,    |
| 226호   |      | 봉은사 목 삼불상(석가불, 아미타불, 약사불) (奉恩寺 木 三佛像(釋迦佛,阿彌陀佛,藥師佛))         | 서울 강남구 삼성동 73번지 봉은사                        | 대한불교조계종 봉은사   | 2007년 9월 27일 지정, 2009년 6월 4일 명칭 변경                                              | ,    |
| 227호   |      | 봉은사 목 삼존불상(석가불, 가섭존자, 아난존자) (奉恩寺 木 三尊佛像(釋迦佛,迦葉尊者, 阿難尊者) | 서울 강남구 삼성동 73번지 봉은사                        | 대한불교조계종 봉은사   | 2007년 9월 27일 지정, 2009년 6월 4일 명칭 변경                                              | ,    |
| 228호   |      | 봉은사 목 십육나한상 (奉恩寺 木 十六羅漢像)                                                   | 서울 강남구 삼성동 73번지 봉은사                        | 대한불교조계종 봉은사   | 2007년 9월 27일 지정, 2009년 6월 4일 명칭 변경                                              | ,    |
| 229호   |      | 봉은사 대웅전 신중도 (奉恩寺 大雄殿 神衆圖)                                                   | 서울 강남구 삼성동 73번지 봉은사                        | 대한불교조계종 봉은사   | 2007년 9월 27일 지정                                                                        | ,    |
| 230호   |      | 봉은사 판전 신중도 (奉恩寺 板殿 神衆圖)                                                       | 서울 강남구 삼성동 73번지 봉은사                        | 대한불교조계종 봉은사   | 2007년 9월 27일 지정                                                                        | ,    |
| 231호   |      | 봉은사 괘불도 (奉恩寺 掛佛圖)                                                                 | 서울 강남구 삼성동 73번지 봉은사                        | 대한불교조계종 봉은사   | 2007년 9월 27일 지정, 2009년 6월 4일 명칭 변경                                              | ,    |
| 232호   |      | 봉은사 비로자나불도 (奉恩寺 毘盧舍那佛圖)                                                     | 서울 강남구 삼성동 73번지 봉은사                        | 대한불교조계종 봉은사   | 2007년 9월 27일 지정, 2009년 6월 4일 명칭 변경                                              | ,    |
| 233호   |      | 봉은사 칠성도 (奉恩寺 七星圖)                                                                 | 서울 강남구 삼성동 73번지 봉은사                        | 대한불교조계종 봉은사   | 2007년 9월 27일 지정, 2009년 6월 4일 명칭 변경                                              | ,    |
| 234호   |      | 봉은사 삼세불도 (奉恩寺 三世佛圖)                                                             | 서울 강남구 삼성동73번지 봉은사                         | 대한불교조계종 봉은사   | 2007년 9월 27일 지정, 2009년 6월 4일 명칭 변경                                              | ,    |
| 235호   |      | 봉은사 삼장보살도 (奉恩寺 三藏菩薩圖)                                                         | 서울 강남구 삼성동 73번지 봉은사                        | 대한불교조계종 봉은사   | 2007년 9월 27일 지정, 2009년 6월 4일 명칭 변경                                              | ,    |
| 236호   |      | 봉은사 감로도 (奉恩寺 甘露圖)                                                                 | 서울 강남구 삼성동 73번지 봉은사                        | 대한불교조계종 봉은사   | 2007년 9월 27일 지정, 2009년 6월 4일 명칭 변경                                              | ,    |
| 237호   |      | 봉은사 영산회상도 (奉恩寺 靈山會上圖)                                                         | 서울 강남구 삼성동 73번지 봉은사                        | 대한불교조계종 봉은사   | 2007년 9월 27일 지정, 2009년 6월 4일 명칭 변경                                              | ,    |
| 238호   |      | 봉은사 십육나한도 (奉恩寺 十六羅漢圖)                                                         | 서울 강남구 삼성동 73번지 봉은사                        | 대한불교조계종 봉은사   | 2007년 9월 27일 지정, 2009년 6월 4일 명칭 변경                                              | ,    |
| 239호   |      | 학림옥로 권9~11 (鶴林玉露 卷9~11)                                                             | 서울 중랑구 면목동 374-10                               | 황송환                  | 2007년 12월 27일 지정, 2008년 10월 9일 해제, 원주 무릉박물관 소장                           | ,    |
| 240호   |      | 서대문 권1~6 (書大文 卷1~6)                                                                   | 서울 중랑구 면목동 374-10                               | 황송환                  | 2007년 12월 27일 지정, 2008년 10월 9일 해제, 원주 무릉박물관 소장                           | ,    |
| 241호   |      | 묘법연화경 권5~7 (妙法蓮華經 卷5~7)                                                           | 서울 중랑구 면목동 374-10                               | 황송환                  | 2007년 12월 27일 지정, 2008년 10월 9일 해제, 원주 무릉박물관 소장                           | ,    |
| 242호   |      | 수국사 아미타불도 (守國寺 阿彌陀佛圖)                                                         | 서울 은평구 갈현동 314 수국사                           | 대한불교조계종 수국사   | 2007년 12월 27일 지정, 2009년 6월 4일 명칭 변경                                             | ,    |
| 243호   |      | 수국사 십육나한도 (守國寺 十六羅漢圖)                                                         | 서울 은평구 갈현동 314 수국사                           | 대한불교조계종 수국사   | 2007년 12월 27일 지정                                                                       | ,    |
| 244호   |      | 수국사 극락구품도 (守國寺 極樂九品圖)                                                         | 서울 은평구 갈현동 314 수국사                           | 대한불교조계종 수국사   | 2007년 12월 27일 지정                                                                       | ,    |
| 245호   |      | 수국사 감로도 (守國寺 甘露圖)                                                                 | 서울 은평구 갈현동 314 수국사                           | 대한불교조계종 수국사   | 2007년 12월 27일 지정                                                                       | ,    |
| 246호   |      | 수국사 신중도 (守國寺 神衆圖)                                                                 | 서울 은평구 갈현동 314 수국사                           | 대한불교조계종 수국사   | 2007년 12월 27일 지정                                                                       | ,    |
| 247호   |      | 수국사 현왕도 (守國寺 現王圖)                                                                 | 서울 은평구 갈현동 314 수국사                           | 대한불교조계종 수국사   | 2007년 12월 27일 지정                                                                       | ,    |
| 248호   |      | 경국사 목 관음보살좌상 (慶國寺 木 觀音菩薩坐像)                                               | 서울 성북구 정릉3동 753 경국사                          | 대한불교조계종 경국사   | 2007년 12월 27일 지정                                                                       | ,    |
| 249호   |      | 미타사 석불입상 (彌陀寺 石佛立像)                                                             | 서울 강서구 개화동 산81-13                              | 대한불교조계종 미타사   | 2008년 3월 6일 지정                                                                         | ,    |
| 250호   |      | 염불사 목관음보살좌상 및 복장일괄 (念佛寺 木 觀音菩薩坐像 및 腹藏一括)                        | 서울 노원구 상계동 1250                                 | 대한불교태고종 염불사   | 2008년 3월 6일 지정                                                                         | ,    |
| 251호   |      | 염불사 지장시왕도 (念佛寺 地藏十王圖)                                                         | 서울 노원구 상계동 1250                                 | 대한불교태고종 염불사   | 2008년 3월 6일 지정                                                                         | ,    |
| 252호   |      | 불설불모출생삼법장반야바라밀다경권12 (佛說佛母出生三法藏般若波羅密多經卷12)                   | 서울 서초구 우면동 56번지 대한불교 천태종 관문사        | .                       | 2008년 5월 8일 지정                                                                         | ,    |
| 253호   |      | 묘법연화경권2 (妙法蓮華經 卷2)                                                                | 서울 서초구 우면동 56번지 대한불교 천태종 관문사        | .                       | 2008년 5월 8일 지정                                                                         | ,    |
| 254호   |      | 묘법연화경권5~7 (妙法蓮華經 卷5~7)                                                            | 서울 서초구 우면동 56번지 대한불교 천태종 관문사        | .                       | 2008년 5월 8일 지정                                                                         | ,    |
| 255호   |      | 묘법연화경권3 (妙法蓮華經 卷3)                                                                | 서울 서초구 우면동 56번지 대한불교 천태종 관문사        | .                       | 2008년 5월 8일 지정                                                                         | ,    |
| 256호   |      | 묘법연화경권5 (妙法蓮華經 卷5)                                                                | 서울 서초구 우면동 56번지 대한불교 천태종 관문사        | .                       | 2008년 5월 8일 지정                                                                         | ,    |
| 257호   |      | 법계성범수륙승회수재의궤권1 (法界聖凡水陸勝會修齋儀軌 卷1)                                    | 서울 서초구 우면동 56번지                               | .                       | 2008년 5월 8일 지정                                                                         | ,    |
| 258호   |      | 천지명양수륙재의찬요 (天地冥陽水陸齋儀纂要)                                                   | 서울 서초구                                             | .                       | 2008년 5월 8일 지정                                                                         | ,    |
| 259호   |      | 도선사 청동 종 및 일괄 유물 (道詵寺 靑銅 鐘 및 一括遺物)                                      | 서울 강북구 우이동 264번지 대한불교조계종 도선사        | .                       | 2008년 5월 8일 지정, 2009년 6월 4일 명칭 변경                                               | ,    |
| 259-1호 |      | 동종 (銅鐘)                                                                                   | 서울 강북구 우이동 264번지 대한불교조계종 도선사        | .                       | 2008년 5월 8일 지정                                                                         | ,    |
| 259-2호 |      | 청동숟가락 (靑銅匙)                                                                           | 서울 강북구 우이동 264번지 대한불교조계종 도선사        | .                       | 2008년 5월 8일 지정                                                                         | ,    |
| 259-3호 |      | 청동젓가락 (靑銅箸)                                                                           | 서울 강북구 우이동 264번지 대한불교조계종 도선사        | .                       | 2008년 5월 8일 지정                                                                         | ,    |
| 259-4호 |      | 청동국자 (靑銅杓子)                                                                           | 서울 강북구 우이동 264번지 대한불교조계종 도선사        | .                       | 2008년 5월 8일 지정                                                                         | ,    |
| 259-5호 |      | 일본봉래문경 (日本 蓬萊文鏡)                                                                  | 서울 강북구 우이동 264번지 대한불교조계종 도선사        | .                       | 2008년 5월 8일 지정                                                                         | ,    |
| 259-6호 |      | 상평통보 (常平通寶)                                                                           | 서울 강북구 우이동 264번지 대한불교조계종 도선사        | .                       | 2008년 5월 8일 지정                                                                         | ,    |
| 260호   |      | 경국사지장시왕도 (慶國寺 地藏十王圖)                                                          | 서울 성북구 정릉3동 753 대한불교조계종 경국사           | .                       | 2008년 5월 8일 지정                                                                         | ,    |
| 261호   |      | 경국사감로도 (慶國寺 甘露圖)                                                                  | 서울 성북구 정릉3동 753 대한불교조계종 경국사           | .                       | 2008년 5월 8일 지정                                                                         | ,    |
| 262호   |      | 경국사팔상도 (慶國寺 八相圖)                                                                  | 서울 성북구 정릉3동 753 대한불교조계종 경국사           | .                       | 2008년 5월 8일 지정                                                                         | ,    |
| 263호   |      | 경국사신중도 (慶國寺 神衆圖)                                                                  | 서울 성북구                                             | .                       | 2008년 5월 8일 지정                                                                         | ,    |
| 264호   |      | 경국사 괘불도 (慶國寺 掛佛圖)                                                                 | 서울 성북구 정릉3동 753 대한불교조계종 경국사           | .                       | 2008년 5월 8일 지정, 2009년 6월 4일 명칭 변경                                               | ,    |
| 265호   |      | 법주사수정암석불좌상 (法住寺 水晶庵 石佛坐像)                                                 | 서울 중구 필동 3가 26번지 동국대학교 박물관             | .                       | 2008년 7월 10일 지정                                                                        | ,    |
| 266호   |      | 봉수당진찬도 (奉壽堂進饌圖)                                                                   | 서울 중구 필동 3가 26번지 동국대학교 박물관             | .                       | 2008년 7월 10일 지정                                                                        | ,    |
| 267호   |      | 희경루방회도 (喜慶樓枋會圖)                                                                   | 서울 중구 필동 3가 26번지 동국대학교 박물관             |                         | 2008년 7월 10일 지정, 2015년 9월 15일 해지, 보물 제1879호로 승격                            | ,    |
| 268호   |      | 감지은니범망경보살계및보살계의 (紺紙銀泥梵網經菩薩戒 및 菩薩戒儀)                             | 서울 중구 필동 3가 26번지 동국대학교 박물관             | .                       | 2008년 7월 10일 지정                                                                        | ,    |
| 269호   |      | 지장암목비로자나불좌상복장전적류 (地藏庵 木 毘盧遮那佛坐像 腹藏典籍類)                        | 서울 종로구 창신 2동 626-3                              | .                       | 2008년 7월 10일 지정                                                                        | ,    |
| 269-1호 |      | 화엄경소 (華嚴經疏)                                                                           | 서울 종로구 창신 2동 626-3                              | .                       | 2008년 7월 10일 지정                                                                        | ,    |
| 269-2호 |      | 불명경권2,3 (佛名經 권2, 3)                                                                   | 서울 종로구 창신2동 626-3                               | .                       | 2008년 7월 10일 지정                                                                        | ,    |
| 269-3호 |      | 오천오백불명신주제장멸죄경권1,3,4,6 (五千五百佛名神呪除障滅罪經)                              | 서울 종로구 창신2동 626-3                               | .                       | 2008년 7월 10일 지정                                                                        | ,    |
| 269-4호 |      | 묘법연화경권1,2,3,4,6 (妙法蓮華經 권 1,2,3,4,6)                                               | 서울 종로구 창신2동 626-3                               | .                       | 2008년 7월 10일 지정                                                                        | ,    |
| 269-5호 |      | 각종다라니 (陀羅尼)                                                                           | 서울 종로구 창신2동 626-3                               | .                       | 2008년 7월 10일 지정                                                                        | ,    |
| 270호   |      | 지장암신중도 (地藏庵 神衆圖)                                                                  | 서울 종로구 창신2동 626-3                               | .                       | 2008년 7월 10일 지정                                                                        | ,    |
| 271호   |      | 지장암감로도 (地藏庵 甘露圖)                                                                  | 서울 종로구 창신2동 626-3                               | .                       | 2008년 7월 10일 지정                                                                        | ,    |
| 272호   |      | 백자청화칠보수복문호 (白磁靑畵七寶壽福文壺)                                                   | 서울 종로구 새문안길 50 서울역사박물관                  | .                       | 2009년 1월 2일 지정                                                                         | ,    |
| 273호   |      | 백자상감연리지문병 (白磁象嵌連理枝文甁)                                                       | 서울 종로구 새문안길 50 서울역사박물관                  | .                       | 2009년 1월 2일 지정                                                                         | ,    |
| 274호   |      | 백자청화화훼문병 (白磁靑畵花卉文甁)                                                           | 서울 종로구                                             | .                       | 2009년 1월 2일 지정                                                                         | ,    |
| 275호   |      | 백자호 (白磁壺)                                                                               | 서울 종로구 새문안길 50 서울역사박물관                  | .                       | 2009년 1월 2일 지정                                                                         | ,    |
| 276호   |      | 백자동화원형문각호 (白磁銅畵圓形文角壺)                                                       | 서울 종로구 새문안길 50 서울역사박물관                  | .                       | 2009년 1월 2일 지정                                                                         | ,    |
| 277호   |      | 백자청화산수인물문사각병 (白磁靑畵山水人物文四角甁)                                           | 서울 종로구 새문안길 50 서울역사박물관                  | .                       | 2009년 1월 2일 지정                                                                         | ,    |
| 278호   |      | 백자청화화분문호 (白磁靑畵花盆文壺)                                                           | 서울 종로구 새문안길 50 서울역사박물관                  | .                       | 2009년 1월 2일 지정                                                                         | ,    |
| 279호   |      | 대한천일은행창립관련문서및회계문서일괄 (대한천일은행 창립관련 문서 및 회계문서일괄)           | 서울 중구 회현동 1가 203 우리은행사박물관               | .                       | 2009년 1월 2일 지정                                                                         | ,    |
| 280호   |      | 상부암석불입상 (上浮庵 石佛立像)                                                              | 서울 광진구 광장동 100번지                              | 광진구                  | 2009년 1월 2일 지정                                                                         | ,    |
| 281호   |      | 도선사 석 삼존불상 (道詵寺 石 三尊佛像)                                                       | 서울 노원구 상계동 산154 (대한불교 조동종 도선사)       | 대한불교 조동종 도선사  | 2009년 3월 5일 지정                                                                         | ,    |
| 281-1호 |      | 본존불                                                                                        | 서울 노원구 상계동 산154 대한불교 조동종 도선사         | 대한불교 조동종 도선사  | 2009년 3월 5일 지정                                                                         |      |
| 281-2호 |      | 향우측 협시상                                                                                 | 서울 노원구 상계동 산54 대한불교 조동종 도선사          | 대한불교 조동종 도선사  | 2009년 3월 5일 지정                                                                         |      |
| 281-3호 |      | 향좌측 협시상                                                                                 | 서울 노원구 상계동 산154                                | 대한불교 조동종 도선사  | 2009년 3월 5일 지정                                                                         |      |
| 282호   |      | 기원사 독성도 (祈願寺 獨聖圖)                                                                 | 서울 노원구 월계동 392-106 대한불교 조계종 기원사       | 대한불교 조계종 기원사  | 2009년 3월 5일 지정                                                                         | ,    |
| 283호   |      | 지장암 지장보살도 (地藏菴 地藏菩薩圖)                                                         | 서울 종로구 창신2동 626-3 지장암                        | 한국불교 태고종지장암   | 2009년 3월 5일 지정                                                                         | ,    |
| 284호   |      | 지장암 산신도 (地藏菴 山神圖)                                                                 | 서울 종로구 창신2동 626-3 지장암                        | 한국불교 태고종지장암   | 2009년 3월 5일 지정                                                                         | ,    |
| 285호   |      | 청룡사 석 지장삼존상 및 시왕상 일괄 (靑龍寺 石 地藏三尊像 및 十王像 一括)                     | 서울 종로구 숭인1동 청룡사                              | 대한불교조계종청룡사    | 2009년 3월 5일 지정, 2014년 3월 11일 해제, 보물 제1821호로 승격                             | ,    |
| 286호   |      | 묘법연화경 권1～7 (妙法蓮華經 권一～七)                                                       | 서울 노원구 상계동 6-42 (한국불교태고종 수도사)         | 한국불교태고종 수도사   | 2009년 5월 21일 지정                                                                        |      |
| 287호   |      | 사자암 신중도 (獅子庵 神衆圖)                                                                 | 서울 동작구 상도3동 280                                 | 대한불교조계종사자암    | 2009년 6월 4일 지정                                                                         | ,    |
| 288호   |      | 사자암 영산회괘불도 (獅子庵 靈山會掛佛圖)                                                     | 서울 동작구 상도3동 280                                 | 대한불교조계종사자암    | 2009년 6월 4일 지정                                                                         | ,    |
| 289호   |      | 사자암 현왕도 (獅子庵 現王圖)                                                                 | 서울 동작구 상도3동 280                                 | 대한불교조계종사자암    | 2009년 6월 4일 지정                                                                         | ,    |
| 290호   |      | 청련사 산신도 (淸蓮寺 山神圖)                                                                 | 서울 동작구 대방동 3-8 청련사                           | 주지 이한성             | 2009년 8월 13일                                                                             | ,    |
| 291호   |      | 개운사 목 아미타불좌상 복장일괄 (開運寺 木 阿彌陀佛坐像 腹藏一括)                             | 서울 성북구                                             | 대한불교 조계종 개운사  | 2009년 11월 5일 지정                                                                        | ,    |
| 292호   |      | 천축사 비로자나삼신불도 (天竺寺 毘盧舍那三神佛圖)                                             | 서울 도봉구 도봉1동 549번지                             | .                       | 2009년 11월 5일 지정, 2015년 1월 15일 변경(추가) 지정                                       | ,    |
| 293호   |      | 천축사 비로자나삼신괘불도 (天竺寺 毘盧舍那三神掛佛圖)                                         | 서울 도봉구 도봉1동 549번지                             | .                       | 2009년 11월 5일 지정                                                                        | ,    |
| 294호   |      | 인천해관문서                                                                                  | 서울 강남구 논현2동 71번지 관세박물관                   | .                       | 2009년 11월 5일 지정                                                                        | ,    |